# Lemper
El lemper es un aperitivo salado indonesio preparado a base de arroz glutinoso relleno de pollo desmenuzado sazonado, pescado o abon (algodón de carne). El lemper relleno de pollo desmenuzado sazonado se llama lemper ayam (en español, lemper de pollo). El relleno de carne se enrolla dentro del arroz, de manera similar a un rollo de huevo; a su vez, se enrolla y se envuelve dentro de una hoja de banana, papel enmantecado, lámina de plástico o papel de aluminio para producir un rollo listo para servir. Si la hoja de banana no se encuentra disponible, se puede usar cáscara de maíz. El lemper se consume con mayor frecuencia como bocadillos, pero a veces también se sirve como aperitivo. Los lemper generalmente tienen una forma alargada, similar al lontong.
Es muy similar al arem-arem y al bakcang (zongzi chino), y también se parece al onigiri japonés.

## Ingredientes
El arroz glutinoso se remoja y se cocina con leche de coco y sal. El relleno se prepara con pechuga de pollo desmenuzada, caldo de pollo, ajo, nuez de la India, cilantro molido, comino, azúcar moreno, aceite vegetal, chalota picada, leche de coco, hojas de lima kaffir, sal y pimienta. Además del pollo, el pescado desmenuzado o el abon pueden usarse como relleno. Cuando el arroz glutinoso cocido se encuentra lo suficientemente frío como para manipularlo, el relleno de pollo se coloca sobre el arroz glutinoso y se enrolla en una hoja de banana, se envuelve y se asegura con un lidi semat, una pequeña "aguja" de madera hecha de costilla de hoja de coco o bambú. Luego, estos paquetes de hojas de banana se cuecen al vapor o a la parrilla. Esto libera un aroma agradable distintivo de hoja de banana tostada.

## Semar mendem

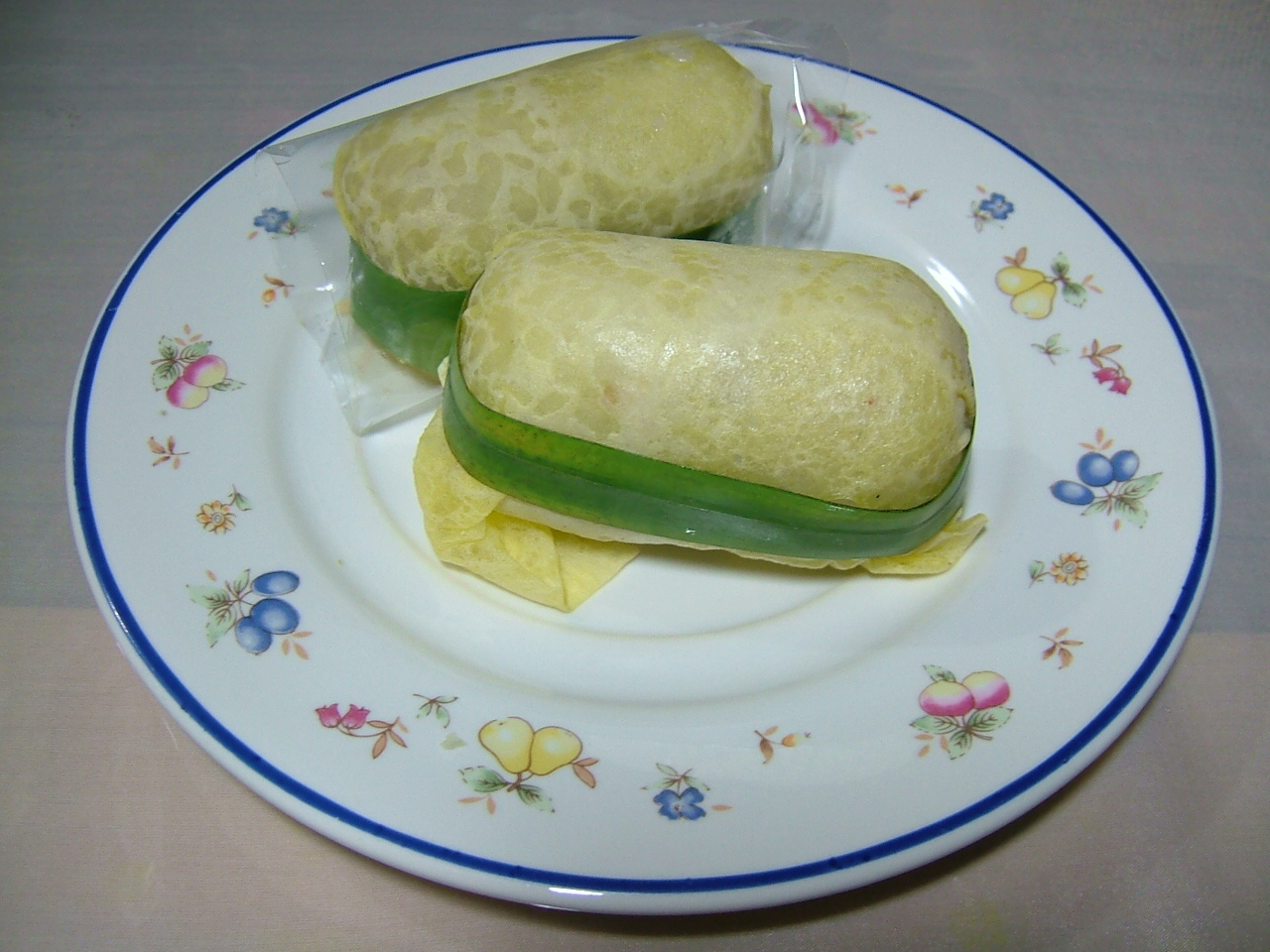
Semar mendem, que es un lemper envuelto en una tortilla delgada.

Una variante casi idéntica al lemper se llama semar mendem. Ambos son arroz glutinoso relleno de pollo desmenuzado y sazonado, pero en lugar de envolverlo en hojas de banana, el semar mendem utiliza una tortilla delgada como envoltura, por lo tanto, hace que todo el paquete sea comestible.